# Confederazione brasiliana di judo
La Confederazione brasiliana di judo (in portoghese Confederação Brasileira de Judô  abbreviata in CBJ) è l'organo che governa il judo in Brasile.
La Confederazione brasiliana di judo è stata fondata il 18 marzo del 1969, ma è stata riconosciuto solo tre anni dopo, nel 1972, dal Comitato Olimpico Brasile. Attualmente, il CBJ è responsabile per la convocazione degli atleti brasiliani che rappresentano la squadra nei campionati continentali, Campionati del Mondo e Giochi Olimpici.
La CBJ fa parte del International Judo Federation ed è membro della Panamerican Judo Union. Organizza le manifestazioni judoistiche locali. L'Associazione ha sede a Rio de Janeiro. Il Presidente è dal 2013 Paulo Wanderley Teixeira.